# 岡山県道270号清音真金線
岡山県道270号清音真金線（おかやまけんどう270ごう きよねまかねせん）は、岡山県総社市から岡山市北区に至る一般県道である。

## 概要
総社市清音上中島と岡山市北区吉備津を結ぶ。

### 路線データ
- 起点：総社市清音上中島（国道486号交点）
- 終点：岡山市北区吉備津（加茂交差点、国道180号交点）
- 総延長：約10 km

## 路線状況
全線2車線の走りやすい道である。国道486号と国道180号を結び、岡山市と井原市および小田郡矢掛町との連絡道として、また観光道路としての機能を持つ路線である。

### 重複区間
- 岡山県道272号水別総社線（総社市西郡・西郡交差点 - 総社市地頭片山）
- 岡山県道700号岡山総社自転車道線（岡山市北区津寺 - 岡山市北区加茂）
- 岡山県道73号箕島高松線（岡山市北区加茂）

### 道路施設

#### 橋梁
- 新川橋（大溝川、総社市）
- 仮屋橋（総社市）
- 新黒住橋（足守橋、岡山市北区）

### 並行する旧街道
- 山陽道（古代 - 近世山陽道）

## 地理

### 通過する自治体
- 総社市
- 岡山市（北区）

### 交差する道路
| 交差する道路                                                                     | 市町村名 | 市町村名 | 交差する場所 | 交差する場所       |
| -------------------------------------------------------------------------------- | -------- | -------- | ------------ | ------------------ |
| 国道486号                                                                        | 総社市   | 総社市   | 清音上中島   | 起点               |
| 岡山県道469号倉敷総社線                                                          | 総社市   | 総社市   | 清音三因     | 総社南高入口交差点 |
| 岡山県道272号水別総社線 重複区間起点                                             | 総社市   | 総社市   | 西郡         | 西郡交差点         |
| 岡山県道272号水別総社線 重複区間終点                                             | 総社市   | 総社市   | 地頭片山     |                    |
| 国道429号                                                                        | 総社市   | 総社市   | 岡谷         | 国分寺西交差点     |
| 岡山県道700号岡山総社自転車道線 重複区間起点                                     | 岡山市   | 北区     | 津寺         |                    |
| 岡山県道73号箕島高松線 重複区間起点 岡山県道700号岡山総社自転車道線 重複区間終点 | 岡山市   | 北区     | 加茂         |                    |
| 岡山県道73号箕島高松線 重複区間終点                                              | 岡山市   | 北区     | 加茂         |                    |
| 国道180号                                                                        | 岡山市   | 北区     | 吉備津       | 加茂交差点 / 終点  |

### 交差する鉄道
- 伯備線

### 沿線
- 総社市立清音小学校
- 吉備路風土記の丘
- 作山古墳
- 備中国分寺
- こうもり塚古墳
- 備中国分尼寺跡